# Саба Гоглічидзе
Саба Гоглічидзе (груз. საბა გოგლიჩიძე, нар. 25 червня 2004, Кутаїсі, Грузія) — грузинський футболіст, захисник італійського клубу «Емполі» та національної збірної Грузії.

## Ігрова кар'єра

### Клубна
Саба Гоглічидзе є вихованцем кутаїського «Торпедо». 7 липня 2021 року у матчі проти тбіліського «Сабуртало» захисник дебютував в основі команди в чемпіонаті країни. На початку 2022 року Гоглічидзе був остаточно переведений до першої команди «Торпедо». У 2022 році в складі кутаїської команди Саба виграв Кубок Грузії.
В січні 2024 року Гоглічидзе перейшов до італійського «Емполі». Першу гру в чемпіонаті Італії футболіст провів 31 серпня 2024 року, коли з перших хвилин вийшов на гру проти «Болоньї».

### Збірна
У 2022 році Саба Гоглічидзе почав свою міжнародну кар'єру. 
7 вересня 2024 року у матчі Ліги націй проти команди Чехії Гоглічидзе дебютував у складі національної збірної Грузії.

## Титули
Торпедо (Кутаїсі)
 Переможець Кубка Грузії: 2022